# شهرستان جیانگان
شهرستان جیانگان (به لاتین: Jiang'an County) یک منطقهٔ مسکونی در چین است که در ایبلین واقع شده‌است.